# Edward Stevens
Edward Glenister "Ed" Stevens Jr. (ur. 15 września 1932 w Saint Louis, zm. 9 czerwca 2013 w Tucson) – amerykański wioślarz, inżynier i wojskowy, złoty medalista olimpijski.
Wystąpił na igrzyskach olimpijskich w Helsinkach w 1952 roku, gdzie osada USA w składzie: Frank Shakespeare, William Fields, James Dunbar, Richard Murphy, Robert Detweiler, Henry Proctor, Wayne Frye, Edward Stevens i Charles Manring (sternik) zdobyła złoty medal w ósemkach. W finale o 5,3 sekundy pokonali osadę ZSRR, a o 7,2 sekundy wyprzedzili Australijczyków. Był to jego jedyny start olimpijski.
Kształcił się na United States Naval Academy, następnie wstąpił do United States Navy, jednocześnie uzyskując dyplom na Massachusetts Institute of Technology. Odszedł ze służby, następnie podjął pracę jako inżynier nuklearny. 